# 山岸広太郎
山岸 広太郎（やまぎし こうたろう、1976年4月7日 - ）は日本の経営者、起業家、投資家。グリー株式会社共同創業者。慶應イノベーション・イニシアティブ代表取締役社長。

## 経歴・人物
神奈川県横浜市出身。神奈川県立光陵高等学校を経て、慶應義塾大学経済学部卒業。
大学卒業後は日経BP編集記者、CNET Japan編集長などを経て、2004年12月、グリー株式会社の創業に携わる。同社副社長を10年間務めた。
2015年12月、母校である慶大のベンチャーキャピタルである慶應イノベーション・イニシアティブを設立。同社社長に就任する。
2021年5月28日、学校法人慶應義塾の常任理事に就任。2025年5月27日任期満了により退任。